# Campoplex atridens
Campoplex atridens är en stekelart som beskrevs av Henry Keith Townes, Jr. 1945. Campoplex atridens ingår i släktet Campoplex och familjen brokparasitsteklar. Inga underarter finns listade.